# Godron
Godronul (plural godroane, din franceză godron) este un motiv decorativ format din curbe convexe în serie. La mobilă și în alte arte decorative, e o bandă sculptată ornamentală de secțiuni conice, curbate și uneori alternante concave și convexe, de obicei divergând oblic de ambele părți ale unui punct central, adesea cu capete rotunjite care amintesc vag de petalele de flori. Godronul, derivat de la sarcofagele romane și de 
la alte antichități, a fost folosit pe scară largă în timpul Renașterii italiene și în fazele clasicizante ale designului secolelor al XVIII-lea și al XIX-lea.
Pe obiectele de metal medievale europene, godroanele de pe vasele circulare sunt adesea conice, se termină într-un punct de pe o zonă circulară centrală și rulează în diagonală pe suprafață într-o spirală. Modele similare, dar de obicei nu conice, erau populare la porțelanul și lucrăturile de metal rococo. În lucrările renascentiste sau neoclasice, godroanele sunt în mod normal mai subțiri și mai drepte.
Termenul poate să fie, de asemenea, aplicat la canelurile spiralate care traversează o coloană clasică.

## Galerie

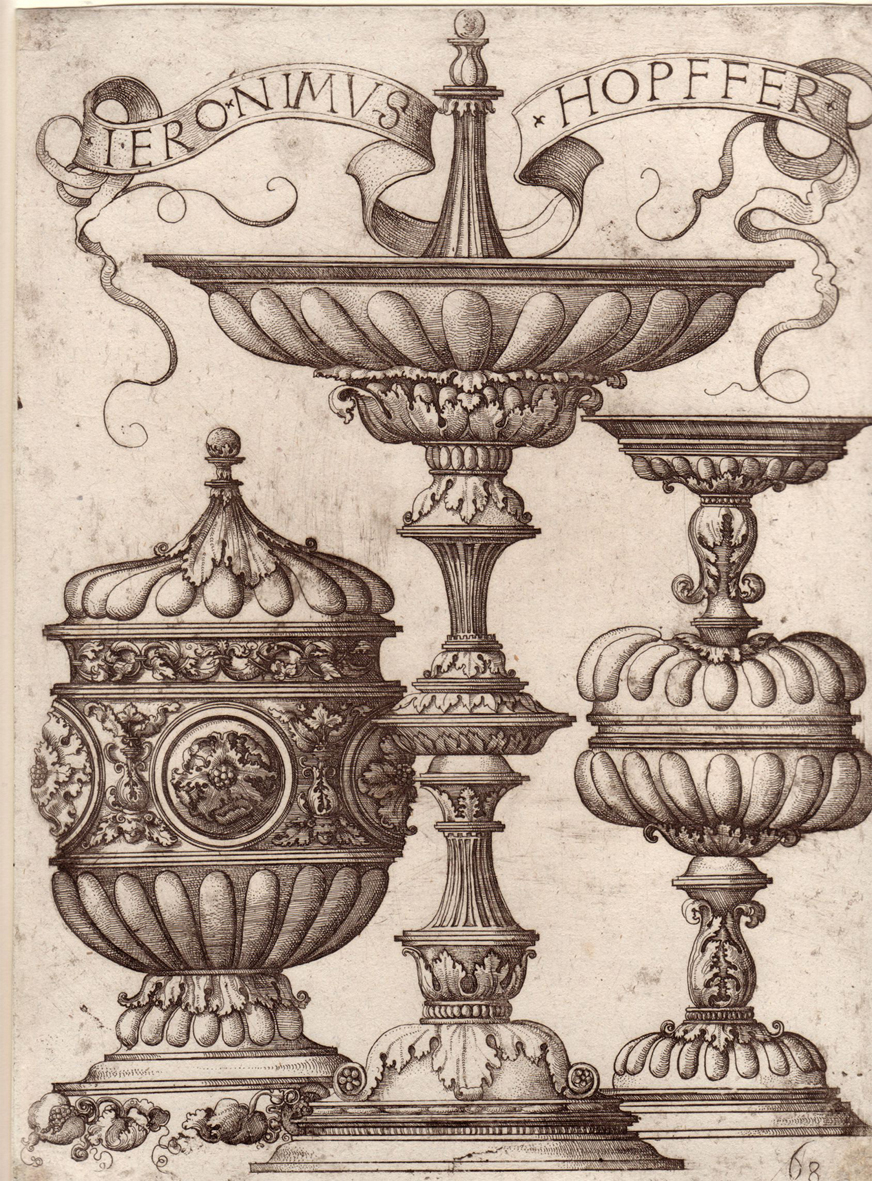
Trei cupe renascentiste decorate cu godroane, 1520-1525
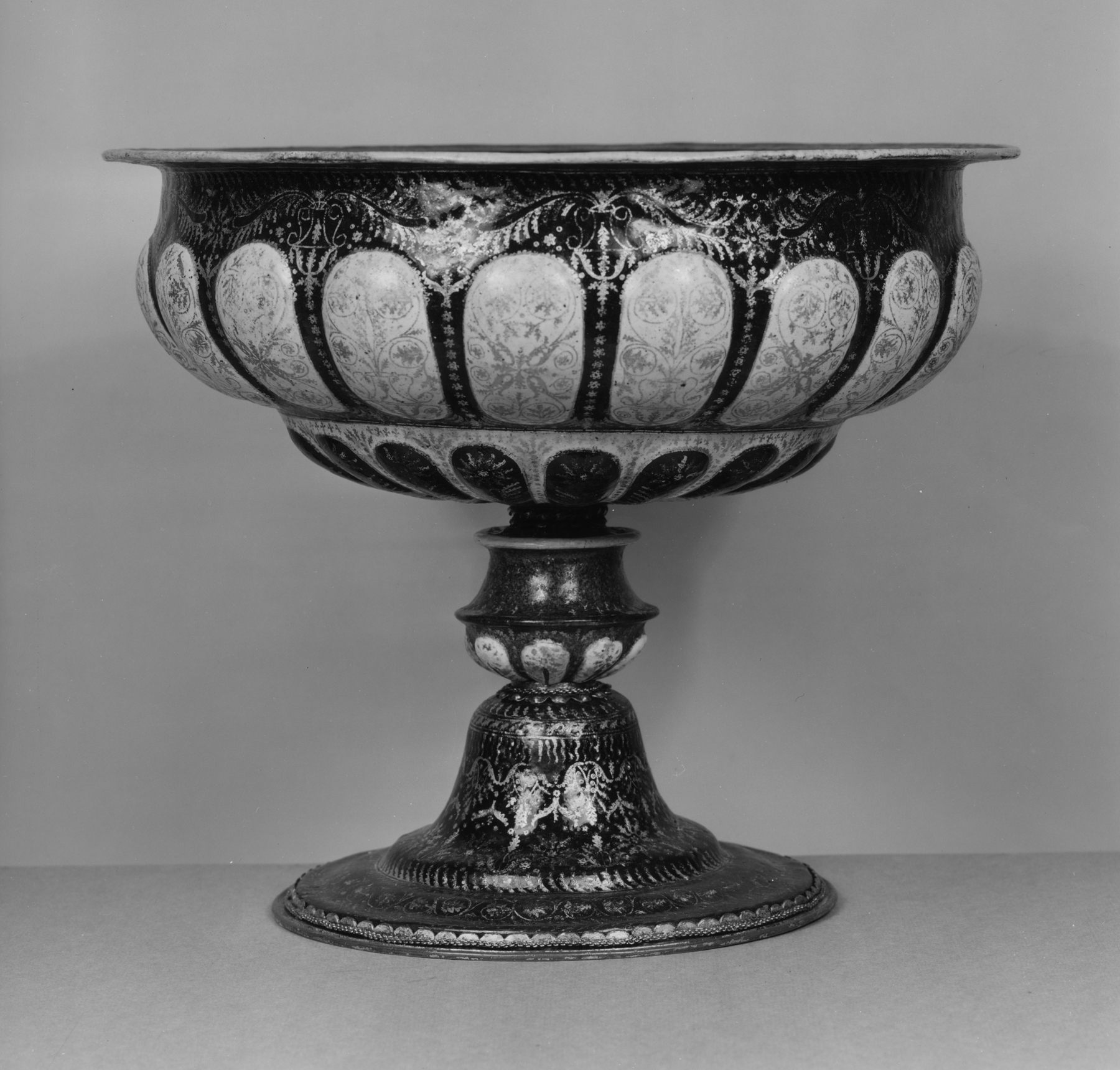
Bol italian de cupru emailat de la sfârșitul secolului al XVI-lea, cu câteva registe de godroane, în Muzeul de Artă Walters
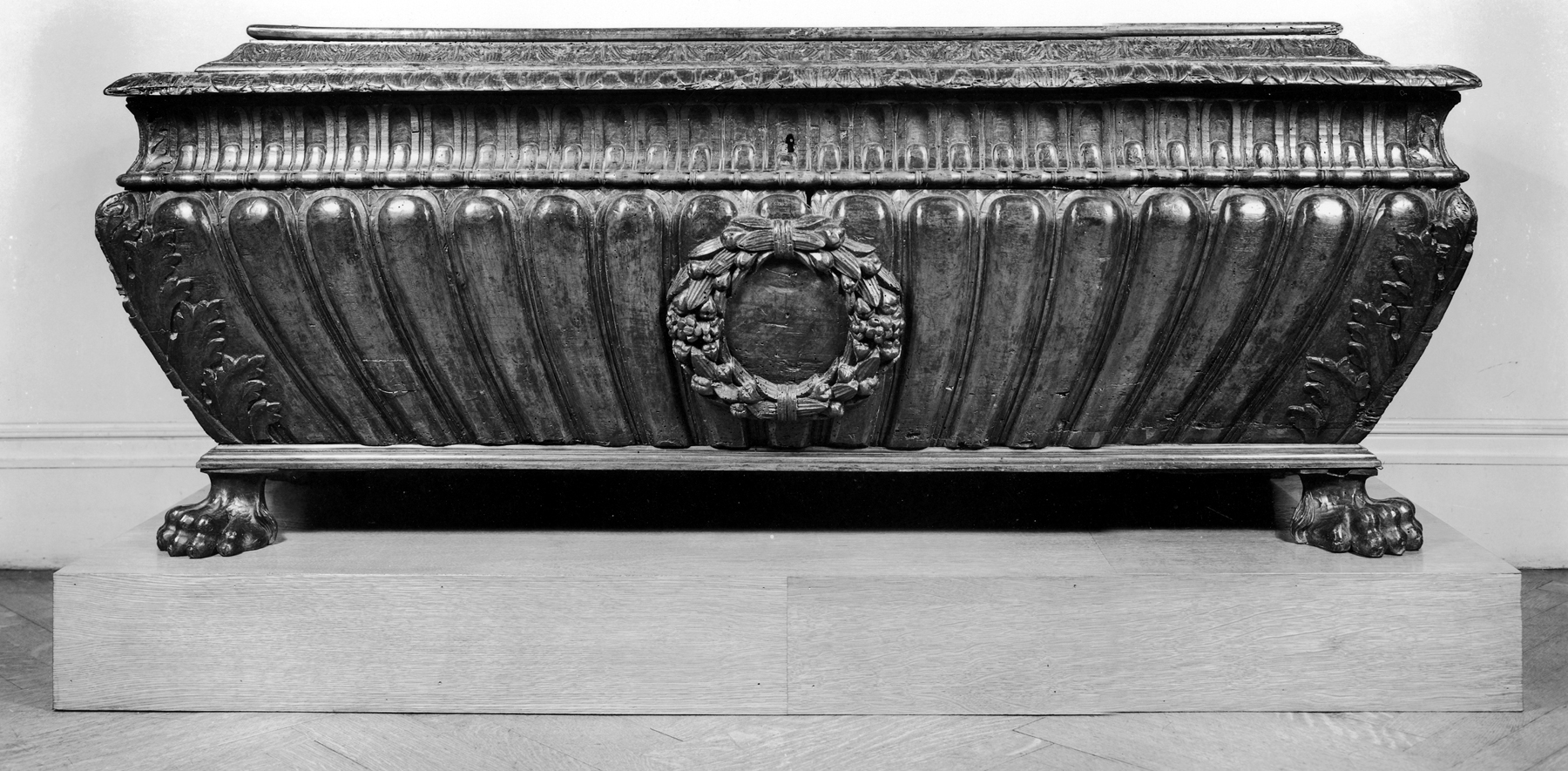
Cassone din lemn de nuc în formă de sarcofag antic, Roma, secolul al XVI-lea, în Muzeul de Artă Walters
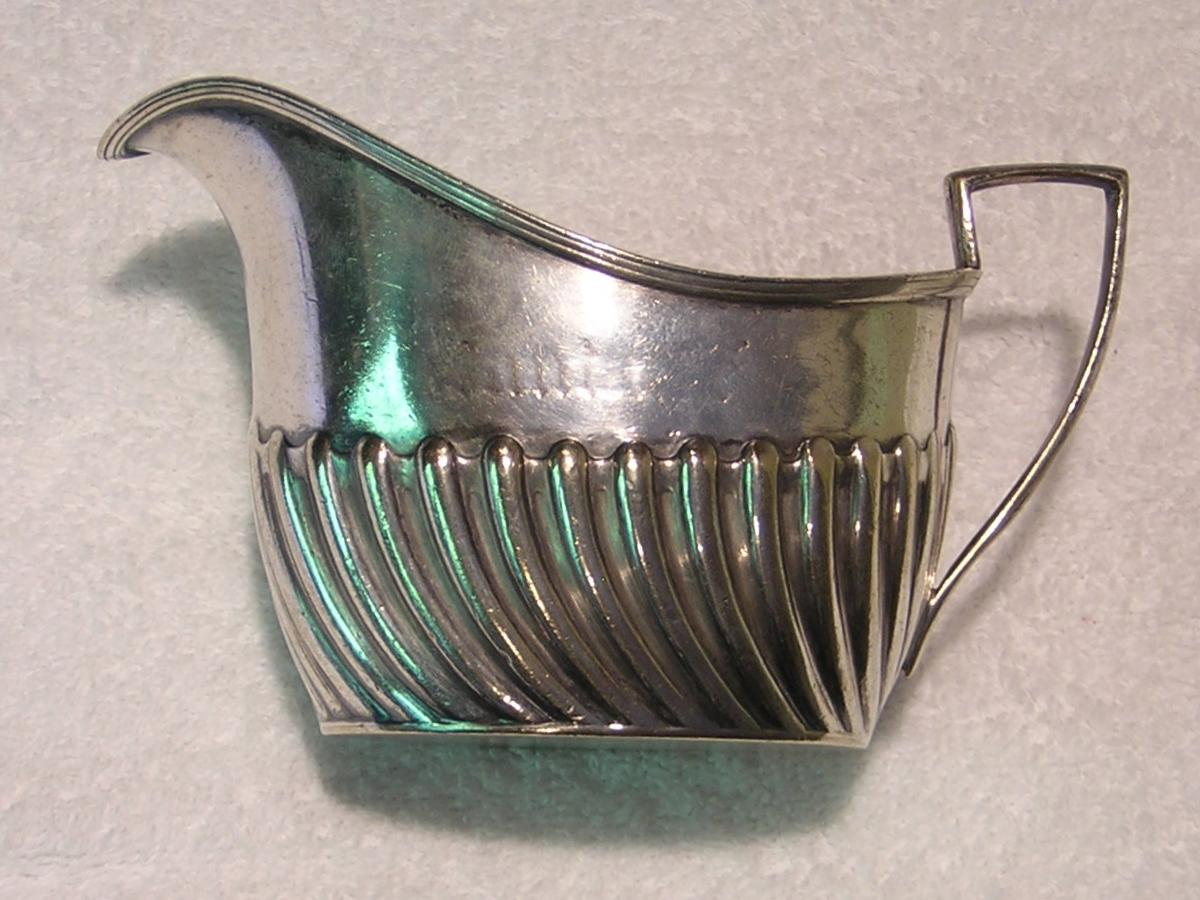
Ulcior american decorat cu godroane în partea de jos, în stilul Regency, începutul secolului XX

## References
- BrownOwl's Antiques Glossary: Letter G. Accesat pe 29 august 2007.